# Курык (порт)
Порт Куры́к (каз. Кұрық порты, Quryq porty) — порт на восточном побережье Каспийского моря, находящийся в заливе Александрбай около мыса Саржа в 17 км к западу от одноименного села Курык Каракиянского района Мангистауской области, Казахстан.

## История
Создать систему управления движением судов в заливе Александрбай планировалось ещё в 2008 году.
Идея создания порта Курык принадлежит компании ТОО «Semurg Invest», которая в июле 2010 года во время проведения топографических и батиметрических исследований выбрала участок на побережье Каспийского моря для реализации проекта. Затем в ноябре 2010 года земельный участок общей площадью 256,7 га был юридически оформлен как актив ТОО «Semurg Invest».
Преимуществами береговой полосы близ села Курык являются благоприятные климатические условия: бухта не замерзает, удачная роза ветров, достаточная глубина, удаленность от города, возможность расширения производственных мощностей, наличие свободной территории для строительства, широкий спектр переваливаемой продукции.
Окончательное решение о строительстве порта Курык было принято в ходе рабочего визита премьер-министра Казахстана Карима Масимова.
Строительство первого объекта в порту Курык — паромного комплекса — началось 6 апреля 2015 года.
6 декабря 2016 года в рамках Дня индустриализации были введены в эксплуатацию объекты первого пускового комплекса порта Курык.
19 октября 2017 с причала казахстанского порта Курык отправлена миллионная тонна грузов.
17 января 2018 года порт становится ассоциированным членом ассоциации «Транскаспийский международный транспортный маршрут».

## Общая информация

### Паромный комплекс
В декабре 2016 года в порту Курык был запущен железнодорожный паромный комплекс мощностью 4 млн тонн.
В апреле 2015 года АО «НК „Қазақстан темір жолы“» подписало соглашение с казахстанской инвестиционной компанией ТОО «Semurg Invest» о совместном строительстве порта Курык и совместной деятельности по развитию проекта.
Генеральным подрядчиком строительства паромного комплекса в порту Курык стало АО «НК „Қазақстан темір жолы“». Строительство паромного комплекса началось 6 апреля 2015 года. В рамках проекта за 2015—2017 годах АО «НК „ҚТЖ“» были построены подъездной железнодорожный путь протяженностью 12,5 километра, два железнодорожных парка, подъемно-переходный мост, паромная переправа для транспортировки железнодорожных составов, два причала железнодорожного и автомобильного комплекса. На реализацию проекта направлено 32,7 млрд тенге инвестиций, в период строительства создано 500 новых рабочих мест, во время эксплуатации планируется штат в количестве 250 человек.
Проектная мощность терминала:
- железнодорожный причал — 4 млн тонн в год;
- автомобильный причал — 2 млн тонн в год[11].

### Транспортно-логистический центр
Транспортно-логистический центр в порту Курык включает в себя склад временного хранения и предпаромный накопитель.

### Терминал наливных грузов
В порту Курык планируется строительство терминала наливных грузов. Терминал, предназначенный для перевалки нефти, нефтеналивных грузов и СУГ, располагается на территории в 26 гектаров и будет иметь два причала. Глубина у причалов составляет 7 метров.
Проектная мощность терминала:
- нефть и нефтепродукты — 2,6 млн тонн в год;
- сжиженный углеводородный газ (СУГ) — 300 тыс. тонн в год[13].

### Универсальный перегрузочный терминал
В порту Курык планируется строительство универсального перегрузочного терминала. Универсальный перегрузочный терминал предназначен для перевалки генеральных, насыпных и контейнерных грузов. Расположенный на территории в 32 гектара терминал обладает тремя причалами, глубина у которых составляет 7 метров.
Проектная мощность терминала:
- генеральные и насыпные грузы — 1,65 млн тонн в год;
- контейнеры — 150 тыс. TEU в год[11].

### Производственный комплекс
В порту Курык планируется строительство производственного комплекса, который будет объединять в себе судоремонтный завод, производство металлоконструкций и кессонов.
- Судоремонтный завод. Первая очередь предполагает создание судоремонтного завода. На данный момент все имеющиеся судоремонтные заводы в Казахстане ориентированы на суда до 600 тонн. Судоремонтный завод в Курыке нацелен восполнить недостаток производственных мощностей для ремонта средних и крупных судов. Вторая очередь предполагает создание судостроительного завода — первого в Казахстане.
- Производство металлоконструкций. Предполагается осуществление производства металлоконструкций в цехах производственного комплекса порта Курык для проектов нефтегазовой отрасли в Каспийском море.
- Производство кессонов. Кессон — специальная конструкция для образования под водой или в водонасыщенном грунте рабочей камеры, свободной от воды, для обеспечения строительства инфраструктурных объектов поверх. В производственном комплексе порта Курык предполагается создание производства кессонов для нужд нефтегазовых проектов Каспийского моря[13].